# 예른 웃손

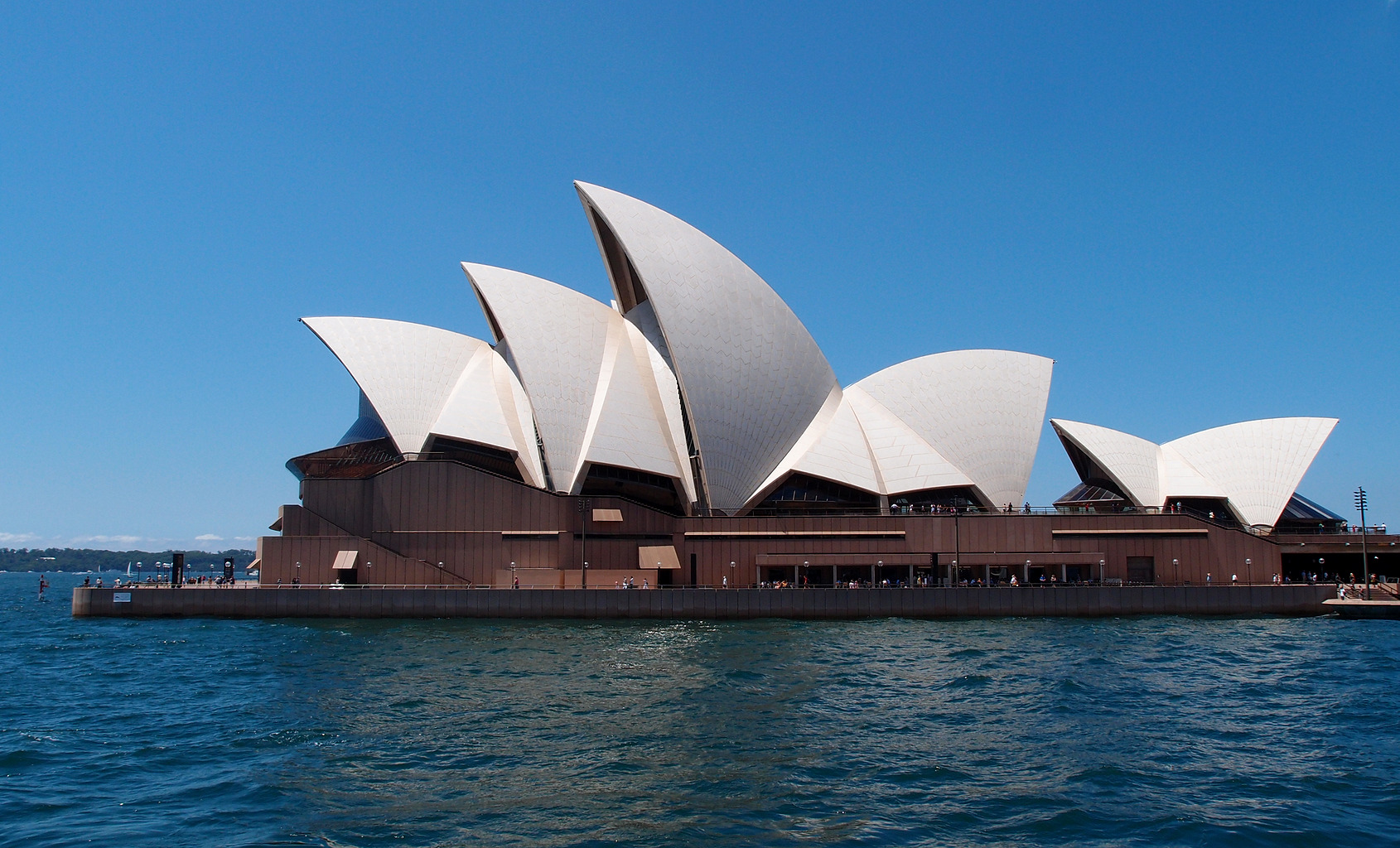
예른 웃손이 설계한 시드니 오페라 하우스

예른 오베르 웃손(Jørn Oberg Utzon, 1918년 4월 9일 ~ 2008년 11월 29일)은 오스트레일리아의 시드니 오페라 하우스를 설계한 건축가로 유명한 덴마크의 건축가이다.

## 생애
예른 웃손은 코펜하겐에서 선박 기술자의 아들로 태어나 덴마크에서 자랐다. 1957년 시드니 오페라 하우스의 설계 경기에서 그의 첫 국외 설계이며 출품작이 설계 기준에도 맞지 않았음에도 불구하고 예상외로 당선되었다. 그가 제출한 디자인은 예비 드로잉보다 약간 나은 정도에 불과했기 때문이었다. 심사위원 중 한 명이었던 에로 사리넨(Eero Saarinen)은 그를 "천재"로 묘사하면서 다른 어떤 선택도 양도할 수 없다고 했다. 반면에 루트비히 미스 반 데어 로에(Ludwig Mies van der Rohe)는 그를 무시해버렸다.
여러 해 동안 웃손은 그의 원래 개념적인 설계에서 차차 주요한 변화들을 이끌어냈으며, 점차 두 개의 홀을 덮는 거대한 껍데기를 건설하는 방법을 개발해냈는데 원래의 타원형의 껍데기를 구의 복잡한 부분들에 기초를 둔 디자인으로 바꾸었던 것이다. 웃손은 자신의 설계가 오렌지의 껍질을 벗기는 단순한 행위에서 따왔다고 했는데, 건물의 14개의 껍질은 다 결합하면 완벽한 구의 형상이 될 것이었다.
비록 웃손이 이 홀들의 실내에 대해 눈부신 계획을 갖고 있었더라도, 그는 그 디자인의 이 부분을 실현시킬 능력이 없었다. 1965년 중반에 로버트 애스킨(Robert Askin)이 뉴사우스웨일스 주지사로 당선되어 자유당 주정부가 들어섰고, 웃손은 새 공공부문 장관인 데이비스 휴스(Davis Hughes)와 갈등을 겪었다. 공사비용 초과를 억제하려고 했던 휴스는 웃손의 디자인, 스케줄, 예상비용 등에 의문을 가졌고 결국은 웃손에게 돈을 대는 것을 중단했고, 1966년 2월 수석 건축가에서 사퇴하라는 압력을 받았다. 웃손은 며칠 뒤 비밀리에 오스트레일리아를 떠났고, 다시는 돌아오지 않았다.
오페라 하우스는 결국 완공되었고, 1973년 영국의 여왕인 엘리자베스 2세에 의해 개방되었다. 그러나 건축가는 행사에 초대받지 못했고, "예른 웃손"이란 이름도 언급되지 않았다.
2003년 웃손은 시드니 대학교에서 오페라 하우스에 대한 디자인으로 명예 박사 학위를 받았다. 웃손은 자신이 오스트레일리아까지 여행하기에는 건강이 좋지 않았음에도 이 학위를 수락했다. 웃손은 또한 오스트레일리아 명예 훈작(Companion of the Order of 오스트레일리아) 작위와 시드니 시의 열쇠를 받았다. 웃손은 또 2000년에 한 계약에서 오페라 하우스(특히 리셉션 홀을)를 재설계하는데 참여하기로 했다. 또한 2003년에는 건축에서 최고의 영예인 프리츠커 상을 받았다.
2006년 3월에 엘리자베스 2세 여왕은 웃손이 1966년 이래로 오스트레일리아에 머무르지 않은 마지막 몇 년간 웃손에 의해 건설된 서쪽의 열주(늘어선 기둥들) 증축부분을 개방했다. 웃손의 아들인 얀(Jan)은 개관식에 대신 참석하여 자신의 아버지가 "오스트레일리아로 먼 여행을 하기에는 지금 너무 늙었지만, 그는 오페라하우스에 살고 숨 쉬고 있으며, 창조자로서 그는 그것을 보고 눈을 감을 것이다."라고 말했다.
2007년 6월 29일 시드니 오페라 하우스는 세계 유산으로 선정되었다.
2008년 11월 29일, 웃손은 일련의 수술 후 심장 마비로 사망했다. 결국 그는 완성된 오페라 하우스를 직접 보지 못한 채 별세했다.

## 건축 작품
완공된 주요 프로젝트들:
- 워터타운, 덴마크 본홀름 스바네케 , 1949-1951
- 건축가의 자택, 덴마크 Hellebæk, 1950-1952
- Middelboe house, 덴마크 Holte , 1953-1955 image
- Kingohusene, courtyard housing, 헬싱괴르(Helsingør), 1956-1960 image
- Elineberg Housing, 스웨덴, 헬싱보리(Helsingborg), 1954-1966. Built by Swedish partners Erik and Henry Andersson image
- Planetstaden housing project, 스웨덴 룬드(Lund), 1956-1958. Built by Swedish partners Erik and Henry Andersson.
- 시드니 오페라 하우스, 오스트레일리아 시드니, 1956-1973
- Fredensborghusene, 마당 주거, 덴마크 프레덴스보리(Fredensborg), 1959-1965 image
- Melli 은행, 이란 테헤란, 1959-1960 archnet page
- Hammershøj care centre, 덴마크 헬싱괴르, 1962-1966. Built by Birger Schmidt. image
- Semtex Brynmawr, 1967-2001.
- Bagsværd 교회, 덴마크 Bagsværd, 1968-1976 image
- Espansiva building system, 조립식 독신가정 주택들, 덴마크, 1969
- Can Lis, 건축가의 자택, 스페인 마요르카, 1971-1973 image
- 쿠웨이트 국회, 쿠웨이트 쿠웨이트시티, 1972-1984 archnet page
- Paustian 가구점, 덴마크 코펜하겐, 1985-1987 image
- Can Feliz, 스페인 마요르카, 1991-1994

지어지지 못한 프로젝트들:
- 고등학교, 덴마크 헬싱괴르, 1958-1962
- 건축가의 자택, 오스트레일리아 시드니 Bayview, 1963-1965
- 예술가 아스게르 요른(Asger Jorn)를 기념하는 박물관, 덴마크 실케보르(Silkeborg), 1963
- 극장, 스위스 취리히, 1964-1970
- Jeita 극장, 레바논, 1968.
- Stadium, Jedda, 사우디아라비아, 1969

## 저술
- Arkitektur (magazine), Copenhagen 1947 #7-9, essay Tendenser i nutidens arkitektur by Jørn Utzon and Tobias Faber
- Arkitektur (magazine), Copenhagen 1970 #1, essay Additiv arkitektur by Jørn Utzon

- Zodiac 5 (magazine), Milan 1959
- Zodiac 10 (magazine), Milan 1962, essay Platforms and Plateaus: Ideas of a Danish Architect by Jørn Utzon
- Zodiac 14 (magazine), Milan 1965

- Sigfried Gideon: Space, Time and Architecture. Cambridge, Mass: Harvard University Press, 1967
- Kenneth Frampton: Studies in Tectonic Culture. Cambridge, Mass. & London: MIT-Press, 1995. ISBN 0-262-56149-2
- Françoise Fromonot: Jørn Utzon, The Sydney Opera House. Corte Madera, California: Gingko Press, 1998. ISBN 3-927258-72-5
- Richard Weston: Utzon - Inspiration, Vision, Architecture. 덴마크: Edition Bløndal, 2002. ISBN 87-88978-98-2
- J.J. Ferrer Forés: Jørn Utzon. Obras y Proyectos. Works and Projects. Spain: GG 2006. ISBN 978-84-252-2060-9